# Megan Campbell
Megan Campbell és una defensa de futbol amb 33 internacionalitats per la República d'Irlanda des del 2011. Amb la selecció sub-17 va ser subcampiona d'Europa al 2010.
Ha jugat la fase prèvia de la Lliga de Campions dues vegades amb el St. Francis.

## Trajectòria
| Temporades    | Lliga             | Club                    | P  | G  | Actualitzat |
| ------------- | ----------------- | ----------------------- | -- | -- | ----------- |
|               | D1                | Saint Francis FC        |    |    |             |
| 11/12 - 12/13 | D1                | Raheny United           |    |    |             |
| 2013 - 2015   | D3                | Florida State Seminoles | 60 | 02 |             |
| 2016 - act.   | D1                | Manchester City         | 03 | 0  | 19/11/2016  |
|               |                   |                         |    |    |             |
| 2011 - act.   | Selecció absoluta | Selecció absoluta       | 33 | 02 | 19/11/2016  |

## Palmarès
| Títols — Clubs                           |
| 1 Lliga                                  |
| 2 Copes                                  |
| 1 Lliga Universitària                    |
| 1 Lliga                                  |
| 1 Copa de la Lliga                       |
| Reconeixements — Seleccions de jugadores |
| Onze ideal de la Lliga                   |
| Onze ideal de la Lliga Universitària     |